# SOS Fantômes (franchise)
Pour les articles homonymes, voir Ghostbusters (homonymie).
 Pour plus de détails, voir Fiche technique et Distribution
SOS Fantômes (Ghostbusters) est une franchise, qui débute avec un premier film sorti en 1984 et écrit par Dan Aykroyd et Harold Ramis. Il se concentre sur un groupe de parapsychologues excentriques de New York qui enquêtent et capturent des fantômes pour gagner leur vie. Pour le film, la franchise a produit des figurines, romans et autres produits originaux à thème Ghostbusters. Après le succès du premier film, d'autres produits  de la licence ont vu le jour : comics, jeu vidéo, série télévisée, parc d'attractions.

## Films et projets de suites
Le premier film, SOS Fantômes, est réalisé par Ivan Reitman et écrit par Dan Aykroyd et Harold Ramis. Ces derniers tiennent également les rôles principaux aux côtés de Bill Murray.
Ivan Reitman réalise la suite du film, SOS Fantômes 2, avec les mêmes acteurs principaux.
Dans le scénario d'un troisième opus, écrit en 2008, les héros devaient prendre leur retraite et formaient de jeunes recrues masculines et féminines. Le projet, portant à l'origine le nom de Hellbent, est d'abord annulé pour faire place à un jeu vidéo. En 2014, le décès de Harold Ramis provoque une interruption puis finalement un remaniement du projet.
Par ailleurs, en mars 2015, il est annoncé qu'un autre film, avec Channing Tatum et Chris Pratt, serait en préparation. En janvier 2019, il est annoncé que Jason Reitman, fils du réalisateur Ivan Reitman, réalisera SOS Fantômes : L'Héritage dont la sortie est prévue pour l’été 2020. Il en signe le scénario avec Gil Kenan. Initialement prévue le 10 juillet 2020, la sortie du film est repoussée en raison de la pandémie. SOS Fantômes : L'Héritage sort en octobre 2021 dans les cinémas américains.
Un nouveau film, alors Ghostbusters: Firehouse, est ensuite annoncé. Coscénariste du précédent film, Gil Kenan en est le réalisateur. Le tournage débute en mars 2023. Une première bande-annonce sort le 8 novembre 2023, révélant un nouveau titre : SOS Fantômes : La Menace de Glace (Ghostbusters: Frozen Empire en anglais).

## Fiche technique
| Équipe du tournage      | Série principale                                 | Série principale                                 | Série principale                                 | Série principale                                 | Reboot                                           |
| Équipe du tournage      | SOS Fantômes (1984)                              | SOS Fantômes 2 (1989)                            | SOS Fantômes : L'Héritage (2021)                 | SOS Fantômes : La Menace de glace (2024)         | SOS Fantômes (2016)                              |
| ----------------------- | ------------------------------------------------ | ------------------------------------------------ | ------------------------------------------------ | ------------------------------------------------ | ------------------------------------------------ |
| Titre original          | Ghostbusters                                     | Ghostbusters II                                  | Ghostbusters: Afterlife                          | Ghosbusters: Frozen Empire                       | Ghostbusters                                     |
| Réalisateurs            | Ivan Reitman                                     | Ivan Reitman                                     | Jason Reitman                                    | Gil Kenan                                        | Paul Feig                                        |
| Scénaristes             | Dan Aykroyd                                      | Dan Aykroyd                                      | Jason Reitman                                    | Jason Reitman                                    | Paul Feig                                        |
| Scénaristes             | Harold Ramis                                     | Harold Ramis                                     | Gil Kenan                                        | Gil Kenan                                        | Katie Dippold                                    |
| Producteurs             | Ivan Reitman                                     | Ivan Reitman                                     | Ivan Reitman                                     | Jason Reitman                                    | Ivan Reitman                                     |
| Producteurs             |                                                  |                                                  |                                                  | Jason Blumenfeld                                 | Amy Pascal                                       |
| Producteurs             |                                                  |                                                  | Dan Aykroyd (délégué)                            |                                                  | Dan Aykroyd (délégué)                            |
| Compositeurs            | Elmer Bernstein                                  | Randy Edelman                                    | Rob Simonsen                                     | Dario Marianelli                                 | Theodore Shapiro                                 |
| Photographie            | László Kovács                                    | Michael Chapman                                  | Eric Steelberg                                   | Eric Steelberg                                   | Robert D. Yeoman                                 |
| Montage                 | Sheldon Kahn (en)                                | Sheldon Kahn (en)                                | Dana E. Glauberman                               | Shane Reid                                       | Don Zimmerman                                    |
| Montage                 | David E. Blewitt                                 | Donn Cambern                                     | Nathan Orloff                                    | Nathan Orloff                                    | Don Zimmerman                                    |
| Sociétés de production  | Columbia Pictures                                | Columbia Pictures                                | Columbia Pictures                                | Columbia Pictures                                | Sony Pictures Entertainment                      |
| Sociétés de production  | Black Rhino Productions                          |                                                  | The Montecito Picture Company                    | The Montecito Picture Company                    |                                                  |
| Sociétés de production  | Delphi Films                                     |                                                  | BRON Studios                                     | BRON Studios                                     |                                                  |
| Société de distribution | Columbia Pictures                                | Columbia Pictures                                | Columbia Pictures                                | Columbia Pictures                                | Columbia Pictures                                |
| Pays de production      | États-Unis                                       | États-Unis                                       | États-Unis                                       | États-Unis                                       | États-Unis                                       |
| Durée                   | 105 minutes                                      | 104 minutes                                      | 124 minutes                                      | 115 minutes                                      | 116 minutes                                      |
| Budget                  | 30 000 000 USD                                   | 37 000 000 USD                                   | 75 000 000 USD                                   | 100 000 000 USD                                  | 144 000 000 USD                                  |
| Genres                  | comédie horrifique, science-fiction, fantastique | comédie horrifique, science-fiction, fantastique | comédie horrifique, science-fiction, fantastique | comédie horrifique, science-fiction, fantastique | comédie horrifique, science-fiction, fantastique |

## Distribution
| Personnages                           | Série principale                               | Série principale      | Série principale                                    | Série principale                         | Reboot              |
| Personnages                           | SOS Fantômes (1984)                            | SOS Fantômes 2 (1989) | SOS Fantômes : L'Héritage (2021)                    | SOS Fantômes : La Menace de glace (2024) | SOS Fantômes (2016) |
| ------------------------------------- | ---------------------------------------------- | --------------------- | --------------------------------------------------- | ---------------------------------------- | ------------------- |
| Dr Peter Venkman                      | Bill Murray                                    | Bill Murray           | Bill Murray                                         | Bill Murray                              |                     |
| Dr Raymond Stantz                     | Dan Aykroyd                                    | Dan Aykroyd           | Dan Aykroyd                                         | Dan Aykroyd                              |                     |
| Winston Zeddemore                     | Ernie Hudson                                   | Ernie Hudson          | Ernie Hudson                                        | Ernie Hudson                             |                     |
| Dr Egon Spengler                      | Harold Ramis                                   | Harold Ramis          | Harold Ramis Bob Gunton                             |                                          |                     |
| Dana Barrett                          | Sigourney Weaver                               | Sigourney Weaver      | Sigourney Weaver (caméo)                            |                                          |                     |
| Janine Melnitz                        | Annie Potts                                    | Annie Potts           | Annie Potts                                         | Annie Potts                              |                     |
| Gozer                                 | Slavitza Jovan Paddi Edwards (voix) Bill Bryan |                       | Olivia Wilde Emma Portner Shohreh Aghdashloo (voix) |                                          |                     |
| Zuul The Gatekeeper                   | Sigourney Weaver Ivan Reitman (voix)           |                       | Carrie Coon Celeste O'Connor Ivan Reitman (voix)    |                                          | (voix non créditée) |
| Vinz Clortho The Keymaster            | Rick Moranis                                   |                       | Paul Rudd                                           |                                          |                     |
| Slimer (Bouffe-tout en VF)            | Ivan Reitman (voix)                            | Ivan Reitman (voix)   |                                                     |                                          | Adam Ray (voix)     |
| Lenny le maire de New York            | David Margulies                                | David Margulies       |                                                     |                                          | Andy García         |
| Louis Tully                           | Rick Moranis                                   | Rick Moranis          |                                                     |                                          |                     |
| Walter Peck                           | William Atherton                               |                       |                                                     | William Atherton                         |                     |
| Janosz Poha                           |                                                | Peter MacNicol        |                                                     |                                          |                     |
| Vigo                                  |                                                | Wilhelm von Homburg   |                                                     |                                          |                     |
| Jack Hardemeyer                       |                                                | Kurt Fuller           |                                                     |                                          |                     |
| Phoebe Spengler                       |                                                |                       | Mckenna Grace                                       | Mckenna Grace                            |                     |
| Trevor Spengler                       |                                                |                       | Finn Wolfhard                                       | Finn Wolfhard                            |                     |
| Callie Spengler                       |                                                |                       | Carrie Coon                                         | Carrie Coon                              |                     |
| Gary Grooberson                       |                                                |                       | Paul Rudd                                           | Paul Rudd                                |                     |
| Lucky Domingo                         |                                                |                       | Celeste O'Connor                                    | Celeste O'Connor                         |                     |
| Abby Yates                            |                                                |                       |                                                     |                                          | Melissa McCarthy    |
| Erin Gilbert                          |                                                |                       |                                                     |                                          | Kristen Wiig        |
| Jillian Holtzmann                     |                                                |                       |                                                     |                                          | Kate McKinnon       |
| Patty Tolan                           |                                                |                       |                                                     |                                          | Leslie Jones        |
| Jennifer Lynch                        |                                                |                       |                                                     |                                          | Cecily Strong       |
| Kevin, le réceptionniste              |                                                |                       |                                                     |                                          | Chris Hemsworth     |
| Hawkins                               |                                                |                       |                                                     |                                          | Michael K. Williams |
| Dr Martin Heiss                       |                                                |                       |                                                     |                                          | Bill Murray         |
| Conducteur de Taxi                    |                                                |                       |                                                     |                                          | Dan Aykroyd         |
| Bill Jenkins, l'oncle de Patty        |                                                |                       |                                                     |                                          | Ernie Hudson        |
| Rebecca Gorin, mentor d'Holtzmann     |                                                |                       |                                                     |                                          | Sigourney Weaver    |
| Vanessa, la réceptionniste de l’hôtel |                                                |                       |                                                     |                                          | Annie Potts         |

## Accueil

### Critique
| Films                             | Rotten Tomatoes     | Metacritic            | Allociné             |
| --------------------------------- | ------------------- | --------------------- | -------------------- |
| SOS Fantômes                      | 95% (79 critiques)  | 71⁄100 (8 critiques)  | 3,2⁄5 (5 critiques)  |
| SOS Fantômes 2                    | 55% (40 critiques)  | 56⁄100 (14 critiques) | NC                   |
| SOS Fantômes (2016)               | 73% (394 critiques) | 60⁄100 (52 critiques) | 2,6⁄5 (33 critiques) |
| SOS Fantômes : L'Héritage         | 63% (307 critiques) | 45⁄100 (47 critiques) | 3⁄5 (25 critiques)   |
| SOS Fantômes : La Menace de glace | 42% (301 critiques) | 46⁄100 (50 critiques) | 2,5⁄5 (26 critiques) |

### Box-office
| Film                                     | Box-office Mondial            | Box-office - États-Unis - Canada | Box-office France               | Budget        |
| ---------------------------------------- | ----------------------------- | -------------------------------- | ------------------------------- | ------------- |
| SOS Fantômes (1984)                      | 295 212 467 $                 | 242 212 467 $                    | 2 939 369 entrées               | 30 000 000 $, |
| SOS Fantômes 2 (1989)                    | 215 394 738 $                 | 112 494 738 $                    | 2 175 147 entrées               | 37 000 000 $  |
| SOS Fantômes (2016)                      | 229 147 509 $                 | 128 350 574 $                    | 409 086 entrées                 | 144 000 000 $ |
| SOS Fantômes : L'Héritage (2021)         | 204 334 455 $                 | 129 360 575 $                    | 615 358 entrées                 | 75 000 000 $  |
| SOS Fantômes : La Menace de glace (2024) | 199 814 083 $[réf. souhaitée] | 112 274 769 $[réf. souhaitée]    | 888 409 entrées[réf. souhaitée] | 100 000 000 $ |
| Totaux                                   | 1 143 903 252 $               | 724 693 123 $                    | 7 027 369 entrées               | 386 000 000 $ |

## Autre apparition des personnages
En 1995, Dan Aykroyd reprend son rôle du Dr Raymond « Ray » Stantz dans le film Casper de Brad Silberling.

## Produits dérivés

### Séries télévisées d'animation
- 1986-1992 : SOS Fantômes (The Real Ghost Busters[32]) par les studios DIC

Cette série reprend principalement l'intrigue du premier film et met davantage en avant le fantôme Bouffe-tout.
- 1997 : Extrême Ghostbusters (Extreme Ghostbusters) par les studios Adelaide Productions

Cette série est une suite de la précédente, dans laquelle Egon Spengler recrute de nouveaux chasseurs de fantômes parmi ses étudiants de l'Université de New York.

### Comics
- LEGION : Le studio 88mph situé à Montréal a publié cette série de 4 épisodes sous la forme de comic book. Cette fois-ci, les chasseurs de fantômes doivent arrêter un être qui tente de conquérir New-York. Mais comment feront-ils pour stopper un ennemi qui n'est pas un fantôme ?

### Jeu de rôle
En 1986, West End Games édite, uniquement en anglais, le jeu de rôle Ghostbuster, conçu par Ken Rolston et Martin Wixte. Il gagnera l'Origins Award pour la meilleure règle de jeux de rôle 1986.

### Jeux vidéo
- Un jeu vidéo nommé Ghostbusters a été édité par Activision en 1984 sur Atari 2600, Atari 800XL-130XE et Commodore 64, sur Famicom en 1986, sur NES en 1988.
- Ghostbusters 2 édité par Activision et sorti en 1990 sur NES, basé sur le film SOS Fantômes 2
- New Ghostbusters 2 édité par HAL Laboratory et sorti en 1990 sur NES, basé sur le film SOS Fantômes 2
- Plusieurs jeux sont sortis sur Amiga, Atari ST, Game Boy, Mega Drive et NES dans les années 1990
- SOS Fantômes, le jeu vidéo plus récemment, édité par Atari sur PlayStation 2, PlayStation 3, Wii, Xbox 360, PC, Nintendo DS
- En décembre 2010, Atari annonce Ghostbusters : Sanctum of Slime, suite de son blockbuster SOS Fantômes, le jeu vidéo, qui sera téléchargeable sur le Playstation Network et le Xbox Live Arcade au printemps 2011[33].

### Jeux de société
- Real Ghostbusters Game (1984), de 2 à 4 joueurs, pour une partie moyenne de 30 minutes. Éditeur MB et Casper Games
- Ghostbusters RPG[34] (1986), premier jeu de rôle sur la franchise, édité par West End Games. A reçu un prix d'excellence pour la simplicité de ses règles.
- Ghostbusters International (1989), second jeu de rôle, sorti à l'occasion du film SOS Fantômes 2, toujours édité par West End Games. Ce jeu introduit le concept de franchise internationale, à l'instar de la chaîne de restaurants Mac Donald. En effet, dans ce jeu, au règle plus complètes que le premier, les joueurs ont la possibilité de créer une équipe de casseurs de fantômes, n'ayant rien à voir avec l'équipe des films. Ils peuvent ainsi être basé dans n'importe quel endroit du monde (et même dans n'importe quel autre état des États-Unis). On notera qu'à la toute fin du jeu SOS Fantômes, le jeu vidéo, durant le générique, Peter Venkman émet la suggestion de lancer une franchise SOS Fantôme. D'ailleurs, de nombreux fans, sur le net, se sont lancés dans la production de web-séries.

### Lego
3 sets du jeu de construction Lego sont sortis : l'un en 2014, pour les 30 ans du film, représentant la voiture Ecto-1, sous Lego Ideas et un autre, en janvier 2016, sous la gamme Lego Ghostbusters, reproduisant la caserne de pompiers servant de QG à l'équipe de SOS Fantômes, un autre pour le jeu vidéo Lego Dimensions reproduisant encore et aussi la. Caserne de pompiers servant de QG à l'équipe de SOS Fantômes.

### Romans
- (en) Sholly Fisch, Ghostbusters: The Return, I Books, 28 septembre 2004  (ISBN 0-7434-7948-3)
- (en) Sholly Fisch, Ghostbusters : Urban Legends, I Books, 1er mai 2005  (ISBN 1-4165-0434-6)